# Farmteam
Ein Farmteam (von englisch to farm ‘bebauen, züchten‘) ist in verschiedenen Sportarten eine Mannschaft, deren Hauptaufgabe die Ausbildung junger Spieler ist. Durch das Farmteam wird diesen die Möglichkeit geboten, Erfahrung in einer tieferen Spielklasse zu sammeln, um zu einem späteren Zeitpunkt, wenn sich der Spieler weit genug entwickelt hat, in einer höheren Spielklasse eingesetzt zu werden. Außerdem dienen Farmteams dazu, bereits etablierte Spieler zu trainieren und, beispielsweise nach einer Verletzung, wieder an den Spielbetrieb heranzuführen.
Farmteams gibt es in erster Linie in Nordamerika, aber auch in Europa existieren ähnliche Strukturen. In verschiedenen Mannschaftssportarten wie Eishockey, Basketball oder American Football sind Farmteams mittlerweile etabliert. Im Fußball gibt es ein ähnliches System.

## American Football
In der National Football League gab es bis 2007 eine eigene Farmliga, die NFL Europe. Zur NFL Europe gehörten hauptsächlich Teams im deutschsprachigen Raum wie Rhein Fire, Berlin Thunder oder Frankfurt Galaxy, die allerdings komplettes Eigentum der NFL waren. Zwar gelang es gelegentlich Spielern der NFL Europe, in der „großen“ NFL Fuß zu fassen, jedoch beschloss der neue Commissioner der NFL, Roger Goodell, die von seinem Vorgänger Paul Tagliabue ins Leben gerufene und Zeit ihrer Existenz für die NFL verlustträchtige NFL Europe zu beenden. Als „Ersatz“ wurde im selben Jahr, als der letzte World Bowl gespielt wurde, die NFL International Series gegründet.
Während die Arena Football League und die Canadian Football League (mit leicht anderen Regeln – technisch gesehen wird dort Canadian Football gespielt) vollständig von der NFL unabhängig sind bzw. waren, so gelten sie aufgrund der niedrigeren Spielergehälter und der geringeren Fernsehpräsenz zumeist als „niedrigere“ Ligen bzw. als „Notnagel“ für Spieler, deren Versuch, in der NFL Fuß zu fassen, (bisher) erfolglos war. Einige Spieler konnten jedoch den „Sprung“ schaffen, so Kurt Warner von der Arena Football League und Doug Flutie von der CFL in die NFL.
Auch die Football-Ligen Europas, Mexikos und Japans haben immer wieder ehemalige NFL-Spieler beschäftigt und es gab einige wenige Spieler, denen der Sprung aus einer dieser Ligen in die NFL gelang. Mithilfe des International Player Pathway Program will die NFL diesen Weg in die NFL verfestigen und einfacher machen – sicher auch mit dem Ziel, Fernsehübertragungen von NFL-Spielen international besser zu vermarkten.

## Baseball
Die Farmteams der Mannschaften aus der Major League Baseball (MLB) spielen in den Ligen des Minor League Baseball, welche in verschiedene Klassen aufgeteilt und nach Leistungsstand der Spieler gestaffelt sind. In der Regel sind Minor League Teams (gerade Teams der „höheren“ Ligen) fest mit einem Major League Team verbunden, wobei diese Zuordnungen durchaus von Saison zu Saison wechseln. Wenn ein Spieler beim MLB Draft aus dem Amateursport (zumeist College oder High School) ausgewählt wird, so wird dieser üblicherweise in eines der Farmteams seines neuen Vereins weiter gereicht und kommt – wenn überhaupt – erst nach Jahren zu einem Einsatz in der Major League Baseball. Dadurch wird – im Gegensatz zu den Drafts der anderen „großen Vier“ nordamerikanischen Sportligen (NBA, NFL, NHL) – dem MLB Draft generell recht wenig Aufmerksamkeit und Medieninteresse zuteil. Die verschiedenen Spielklassen sind (von den besten Nachwuchsspielern abwärts):
- AAA (Triple-A)
- AA (Double-A)
- A (Single-A)
  - High-A
  - Low-A
  - Short-Season A
  - Advanced Rookie League
  - Rookie League

Minor League Baseball gilt wegen der moderaten Preise und der Möglichkeit „die Stars von Morgen“ zu sehen und aufgrund der großen Präsenz von Teams – während nur die großen Ballungsgebiete MLB Teams haben, finden sich Minor League Teams auch in kleineren Städten – als besonders „familienfreundlich“ und ist eine beliebte Freizeitbeschäftigung quer durch die amerikanische Gesellschaft.

## Basketball
Die NBA selbst ist Eigentümerin einer ganzen Farmliga, der NBA G-League (G-League).

## Eishockey

### Nordamerika
Die Farmteams in Nordamerika sind hauptsächlich formal unabhängige Teams, die in den Minor Leagues, beispielsweise der American Hockey League, spielen. Die Mannschaften haben mit einem höherklassigen Team, im Falle der AHL aus der National Hockey League, einen Vertrag abgeschlossen, dass bei ihnen junge Spieler „abgestellt“ und ausgebildet werden, aber auch ältere Spieler dort Spielpraxis sammeln können. Obwohl die Spieler im Kader des Farmteams stehen, gehören ihre Rechte dem höherklassigen Kooperationspartner, der jederzeit ihre Spieler aus dem Farmteam abberufen kann. Die AHL-Teams haben zum Teil wiederum eigene Farmteams, die zumeist in der ECHL beheimatet sind und teilweise selbst auf direktem Weg mit einem NHL-Team kooperieren.
Einige NHL-Teams fungieren sogar als Teambesitzer eines Farmteams. So gehören beispielsweise die Calgary Wranglers den Calgary Flames, während die New Jersey Devils die Besitzer der Utica Comets sind.

### Deutschland
In Deutschland gehen Mannschaften aus der DEL oder der DEL2 häufig Kooperationen mit tiefklassigeren Mannschaften ein. Diese Kooperationen beschränken sich jedoch zumeist auf den sportlichen Bereich, so kommt es hauptsächlich zum Spieleraustausch mit Hilfe von sogenannten Förderlizenzen.
Mit Veränderung des deutschen Ligensystems seit Einführung der DEL im Jahr 1994 entwickelten sich allerdings auch engere, den nordamerikanischen Farmteams ähnlichen Kooperationen. Das bekannteste Beispiel ist der Zweitligist Heilbronner Falken, der eine Kooperation mit dem DEL-Team Adler Mannheim eingegangen ist. Neben dem Austausch von Nachwuchs- und Förderlizenzspielern herrscht zwischen den beiden Mannschaften eine Zusammenarbeit im Trainingsbereich, der Mitbenutzung des nordamerikanischen Scouting-Systems durch den Zweitligisten sowie eine ursprünglich angedachte Schaffung einer Corporate Identity nach nordamerikanischem Vorbild, mit ähnlichen Trikotfarben und Logos. Eine weitere ist die Kooperation zwischen Kassel Huskies und Eishockey Jugend Kassel.

## Fußball
Im europäischen Fußball gibt es eine dem nordamerikanischen Farmteamsystem ähnliche Struktur. So unterhalten die Profimannschaften eine Amateurmannschaft, die ähnlich funktioniert wie Farmteams, die in der Regel dem jeweiligen Verein angehören. Junge Spieler können in den zweiten Mannschaften Erfahrung sammeln, von Verletzungen genesene Spieler sammeln Spielpraxis. Die Amateurmannschaften nehmen dabei entweder am regulären Spielbetrieb der Amateurklassen teil oder spielen, wie in der englischen Premier Reserve League oder dem italienischen Campionato Primavera, in eigenen Ligen. Die US-amerikanische Major League Soccer betreibt hingegen seit einigen Jahren Farmteams.
2006 wurde der englische Verein FC Arsenal verdächtigt, den belgischen Verein SK Beveren heimlich übernommen und dort ein Farmteam mit jungen Talenten aufgebaut zu haben. Tatsächlich hatte Arsenal dem finanziell angeschlagenen SK Beveren zu einer Finanzspritze verholfen, zu einer illegalen Übernahme sei es dabei aber nicht gekommen.
Der FC Liefering in der zweithöchsten österreichischen Fußballliga ist beispielsweise ein Farmteam des FC Red Bull Salzburg.

## Motorsport

### Formel 1
In der Formel 1 gibt es sowohl Farmteams (die zumeist als „Juniorteam“ bezeichnet werden) innerhalb der Serie (zum Beispiel Racing Bulls für Red Bull Racing) als auch in verschiedenen andere Serien. So sind bisweilen Formel-1-Teams auch in der FIA-Formel-2-Meisterschaft (oder ihren Vorgängern GP2-Serie, Formel 2 und Formel 3000) mit eigenen Teams vertreten. Viele aktuelle und ehemalige Formel-1-Fahrer (unter anderem Nico Rosberg, Lewis Hamilton, Nico Hülkenberg, Romain Grosjean) fuhren vor ihrer Formel-1-Karriere in der GP2-Serie.

### NASCAR
Die gegenwärtig höchste Klasse der nordamerikanischen NASCAR-Serie ist der Sprint Cup. Die meisten dort involvierten Teams sind auch in mindestens zwei der anderen NASCAR-Serien vertreten. Neben verschiedenen US-amerikanischen Serien gibt es die eine kanadische (NASCAR Canadian Tire Series) und zwei mexikanische Serien (NASCAR Corona Series und NASCAR Mexico T4 Series).

## Radsport
Auch im Straßenradsport gibt es Farmteams. In internationalen Rennen dürfen die Hauptteams ihre Farmteams nicht im selben Rennen starten.
Seit der Saison 2020 können im Männerradsport UCI Continental Teams als Development Teams von UCI WorldTeams und UCI ProTeams registriert werden und die Fahrer der verbundenen Mannschaften können in ausgewählten Rennen als Gastfahrer der anderen Mannschaft eingesetzt werden. Entsprechendes gilt im Frauenradrennsport für UCI Women’s WorldTeams, UCI Women’s ProTeams und den zugeordneten UCI Women’s Continental Teams.